# Hacker la peau
Hacker la peau est un roman graphique d'anticipation, scénarisé par Sabrina Calvo et dessiné par Jul' Maroh et publié aux éditions Le Lombard en 2023.

## Résumé
Dans une France où l’extrême droite est arrivée au pouvoir, alors qu’un couvre-feu est établi, des groupuscules fascistes organisés et très actifs prennent pour cible lors de ratonnades les minorités, en particulier la communauté queer,.
Victimes d’une traque dans les rues de Lyon et sa banlieue, Prin, poétesse et protagoniste principale, Axl, un hacker, et Molly, une couturière, au cœur d’un triangle poly-amoureux en train d’éclater, tentent de fuir à la recherche du troisième fleuve mythique entre la Saône et le Rhône, sorte de « porte ouverte vers une autre façon d’exister » et métaphore de la transidentité.

## Influences, conception et temporalité
Le scénario de Hacker la peau s’inspire de l’augmentation des actes transphobes et homophobes et de la montée de l’extrême droite,. Graphiquement, il reprend les codes esthétiques cyberpunks.
Sabrina Calvo revendique l’influence du jeu vidéo contemporain et de la littérature de science-fiction, tandis que Jul' Maroh présente son expérience personnelle de déconstruction au quotidien comme influençant sa façon d’appréhender leur fiction.
Sabrina Calvo a livré le script et des bribes de dialogue à Jul' Maroh, qui a eu ensuite toute liberté pour le dessin, au point d'amener la première à revoir la fin du récit. Celui-ci se caractérise par « une temporalité chahutée », notamment par des ellipses, qui reflète la « nuit fragmentaire et chaotique vécue par [...] trois subjectivités ».

## Publication
- 2023 : Éditions Le Lombard  (ISBN 9782808211901) (préfacé par Wendy Delorme[2]